# Café Anglais
 El Café Anglais (Café inglés en francés) fue un famoso café-restaurante francés localizado en la esquina del Bulevar des Italiens (n° 13) y la Rue de Marivaux en París, Francia.

## Historia
Abierto en 1802, el restaurante fue nombrado en honor al Tratado de Amiens, un acuerdo de paz firmado entre Gran Bretaña y Francia. Al principio, su clientela eran cocheros y criados domésticos pero más tarde pasó a ser frecuentado por actores y patrocinadores de la Ópera cercana. En 1822, el nuevo propietario, Paul Chevreuil, lo convirtió en un restaurante de moda reputado por sus                                                                  carnes asadas y a la parrilla. Fue después de la llegada del chef Adolphe Dugléré que el café Anglais consiguió su máxima reputación gastronómica. Desde entonces fue frecuentado por los más acomodados y la aristocracia de París.

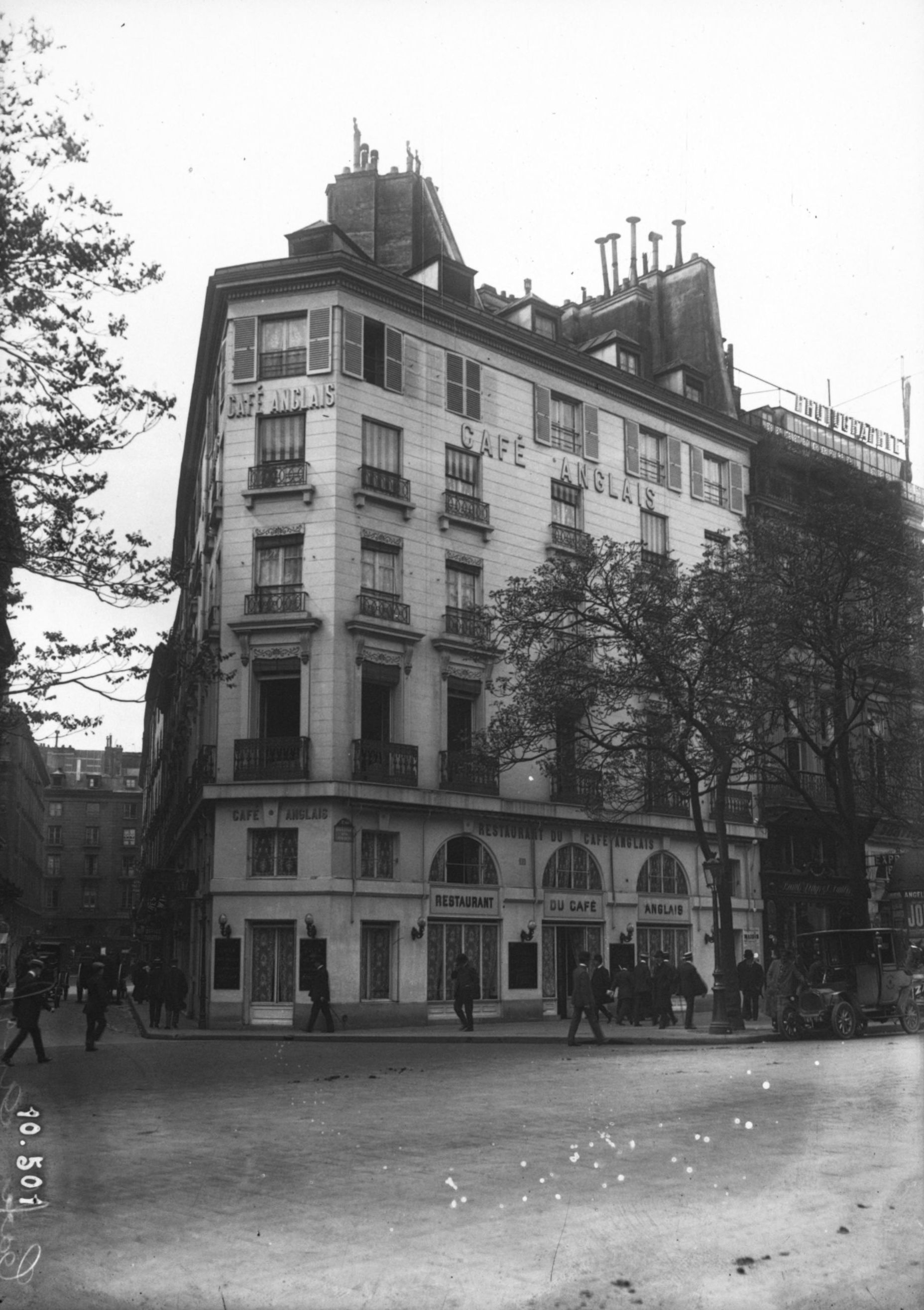
El café Anglais unos meses antes de su demolición.

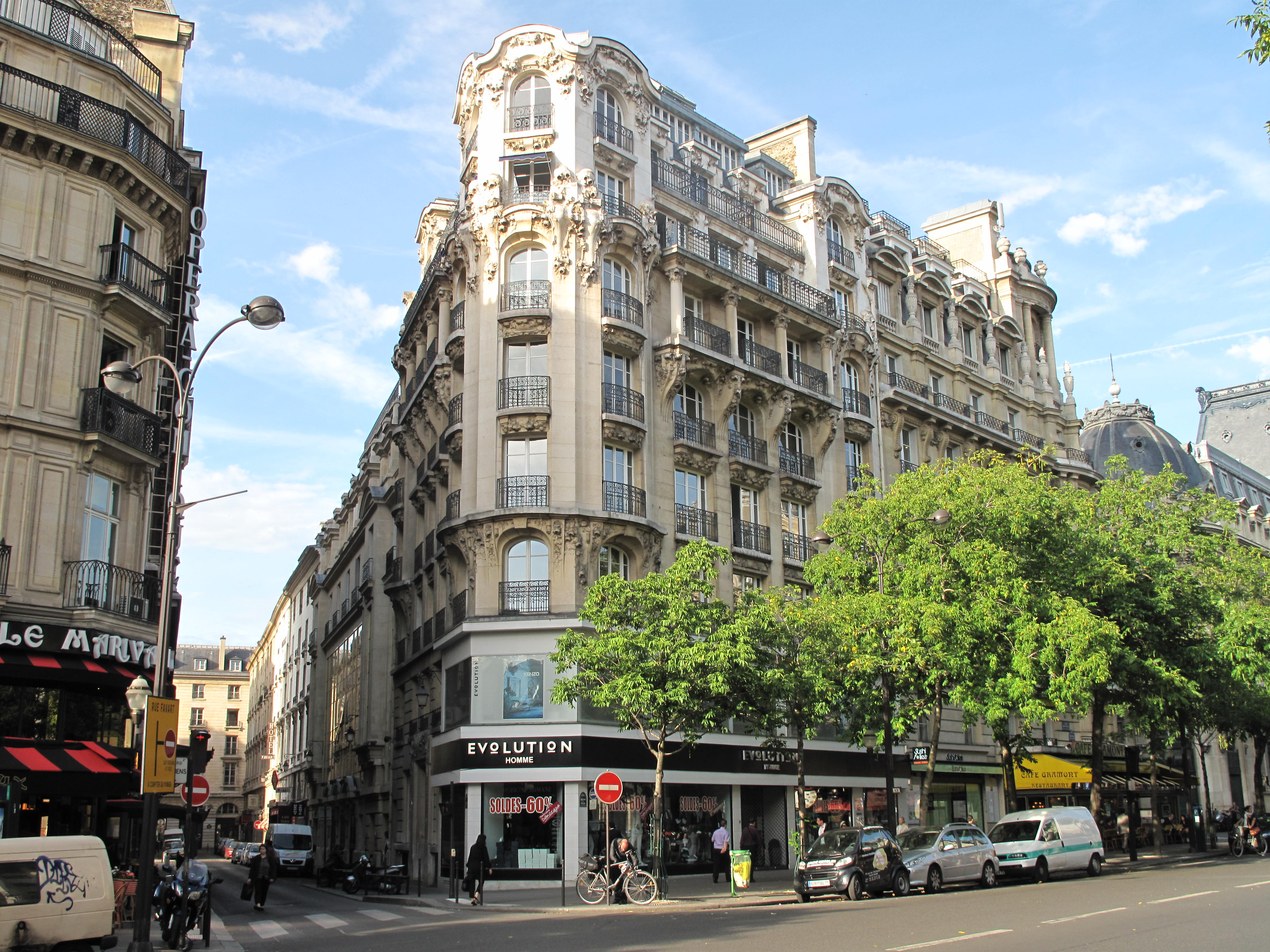
La ubicación del café actualmente.

A pesar de su austera fachada blanca exterior, el interior estaba elaboradamente decorado con mobiliario en caoba y nogal, y espejos con marcos chapados con pan de oro. A finales del Segundo Imperio Francés, era el más elegante de los cafés y el más popular de Europa.
El edificio incluía 22 habitaciones y salones privados, que daban la bienvenida a clientes adinerados acompañados de cortesanas (las demimondes o cocottes). El crítico gastronómico e historiador londinense Nathaniel Newnham-Davis declaró "...El Anglais era un gran lugar para cenar, las pequeñas estancias en el entresuelo eran el escenario de algunas de las fiestas más salvajes e interesantes dadas por los grandes hombres del Segundo Imperio". El más famoso era conocido como Le Grand 16.
Las recetas creadas por Dugléré incluyeron la sopa Germiny, de acerola, dedicada al jefe del Banco de Francia, el conde de Germiny, o las reputadas Pommes Anna, nombradas por una conocida cortesana del Segundo Imperio, Anna Deslions. También compuso el menú de la denominada "Cena de los tres emperadores" en honor al zar Alejandro II, el káiser Guillermo I y Otto von Bismarck durante su asistencia a la Exposición Universal de París en 1867.
El restaurante cerró en 1913. Fue reemplazado por un edificio en estilo Art Nouveau.

## En la ficción
El restaurante es mencionado en la tercera parte de la novela de Honoré de Balzac Papá Goriot, en el capítulo diez de la novela de Gustave Flaubert La educación sentimental, en el capítulo diez en la novela de Émile Zola Nana y en capítulo IV de La jauría, en el cuento de Guy de Maupassant Les bijoux, en la novela de Marcel Proust En busca del tiempo perdido, y en la de Umberto Eco El cementerio de Praga, en El libro de cocina de Alice B. Toklas, en el capítulo veinte de la novela de Henry James Retrato de una dama así como en la obra de Karen Blixen El festín de Babette. La protagonista, Babette Hersant, era jefa de cocina en el Café Anglais antes de huir a Dinamarca. Es también mencionado en el primer capítulo de El Americano de Henry James, donde Christopher Newman cena allí la noche antes de visitar el Louvre.